# Mediostoma ceratocephalum
Espèce
Mediostoma ceratocephalum est une espèce d'opilions dyspnois de la famille des Nemastomatidae.

## Distribution
Cette espèce est endémique de la province de Mersin en Turquie. Elle se rencontre vers Silifke.

## Description
La femelle holotype mesure 2,05 mm et les femelles paratypes 2,20 et 2,25 mm.

## Systématique et taxinomie
Cette espèce a été décrite par Gruber en 1976.

## Publication originale
- Gruber, 1976 : « Ergebnisse zoologischer Sammelreisen in der Türkei: Zwei neue Nemastomatidenarten mit Stridulationsorganen, nebst Anmerkungen zur systematischen Gliederung der Familie (Opiliones, Arachnida). » Annalen des Naturhistorischen Museums in Wien, vol. 80, p. 781–801.